# エドモンド・フィッシャー
エドモンド・H・フィッシャー（Edmond H. Fischer, 1920年4月6日 - 2021年8月27日）はスイス系のアメリカ合衆国の生化学者。彼と共同研究者のエドヴィン・クレープスは1992年に生体制御機構としての可逆的タンパク質リン酸化の発見により、ノーベル生理学・医学賞を受賞した。

## 経歴
中華民国（当時）の上海で生まれ、7歳の時、2歳年上の兄と共にスイスの寄宿学校La Châtaigneraieに送られた。高校の時、幼馴染の友達と、片方は医師に、もう片方は科学者となり、世界の病気を治すという約束をした。高校の間に、彼はジュネーブ音楽院への入学を認められ、音楽家となることも検討した。
高校が終わる時、彼は細菌学の道に進むことを望んだが、化学の道へと進むように助言された。彼は第二次世界大戦中、ジュネーヴ大学にて有機化学とさらに生物学を勉強した。多糖類の構造および、その合成と破壊に必要な酵素の研究で知られるカート・マイヤーの指導により、有機化学でPh.D.を取得した。フィシャーはαアミラーゼの研究をした。
博士課程修了後の研究のために1950年にアメリカ合衆国に向かった。彼はカリフォルニア工科大学にて研究を行う予定であったが、突然シアトルのワシントン大学から誘いがかかった。シアトルは彼と妻にスイスを思い出させたので、彼らはそこに定住することに決めた。
シアトルに到着してから6カ月後に、彼はエドヴィン・クレープスとの共同研究を始めた。彼らはホルモンとカルシウムによって引き起こされる酵素の活性化/不活性化に結びつく一連の反応をグリコーゲンホスホリラーゼと名付け、この研究を行い、タンパク質を可逆的にリン酸化させることを発見した。
可逆的なタンパク質リン酸化反応を簡単に説明すると以下のようになる。プロテインキナーゼがアデノシン三リン酸からタンパク質にリン酸基を移動させる。そのタンパク質の形態と機能は生物学的プロセスに参加することを可能にするために変化する。タンパク質がその作用を完了させたとき、プロテインホスファターゼはリン酸塩を取り除き、タンパク質は元の形に戻る。このサイクルは莫大な量の代謝のプロセスのコントロールを行う。
この業績により二人は1988年にパサノ賞、1992年にノーベル生理学・医学賞を受賞した。2010年、王立協会外国人会員選出。
その後も彼は様々な細胞の中での可逆的なタンパク質リン酸化の研究を続けた。
2021年8月27日にシアトルにて死去したことがリンダウ・ノーベル賞受賞者会議によって発表された。101歳没。この日まで存命だったノーベル賞受賞者の中では一番の長寿だった。